# Xenosoma nicander
Xenosoma nicander là một loài bướm đêm thuộc phân họ Arctiinae, họ Erebidae.